# Domani è domenica (programma televisivo)
Domani è domenica è stato un programma televisivo italiano di genere talk show, in onda su Rai 2 a partire dal 13 febbraio al 29 maggio 2021 con la conduzione di Samanta Togni.

## Il programma
La trasmissione andava in onda su Rai 2 il sabato, dalle 12:00 alle 13:00, e veniva realizzata dallo studio 2 degli studi Fabrizio Frizzi a Roma.